# 氣栓

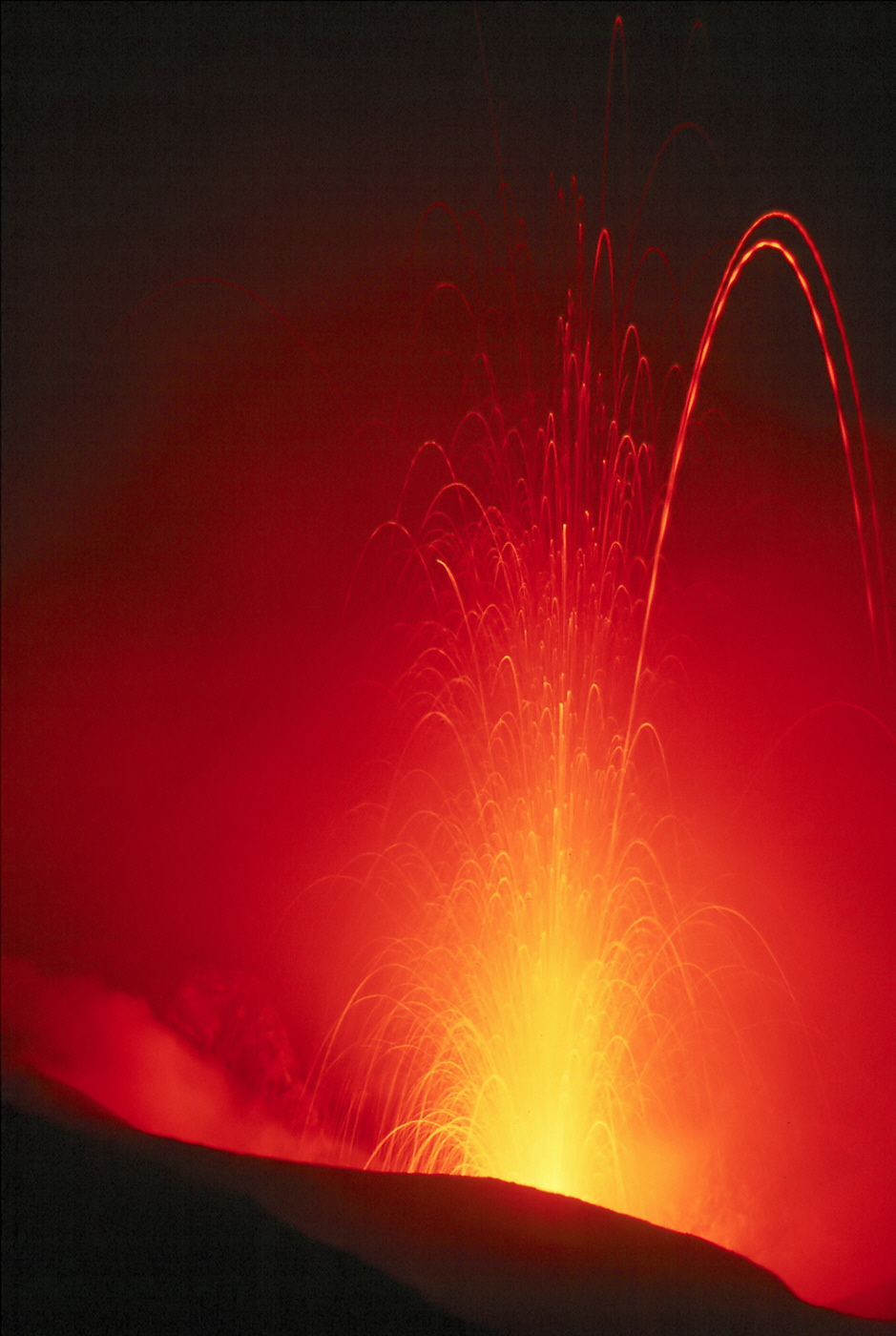
在斯特朗博利型火山喷发時，被气栓驅動的岩漿弧

氣栓（英語：gas slug）是指在火山內形成的高壓氣泡團，它是斯特朗博利型火山喷发的關鍵驅動力。它們最初是岩漿內的小氣泡。然後聚集成一個大氣泡，開始通過熔岩上升。一旦這種積聚的氣泡團塊到達火山柱子的頂部並與空氣接觸，由於氣壓較低，氣栓會產生爆裂。造成在斯特朗博利型火山喷发時，噴射到空氣中的典型弧型岩漿。這種類型的噴發為偶發，不會對其源頭噴口造成破壞。並且是最慢的活動形式之一，能夠維持數千年。對熔岩中的氣栓的影響很清楚，但它們是如何形成的卻不是很清楚，最近的研究表明它們可以在地表以下2英里（3.2）深的地方形成。